# Heinrich von Bünau (General, 1850)

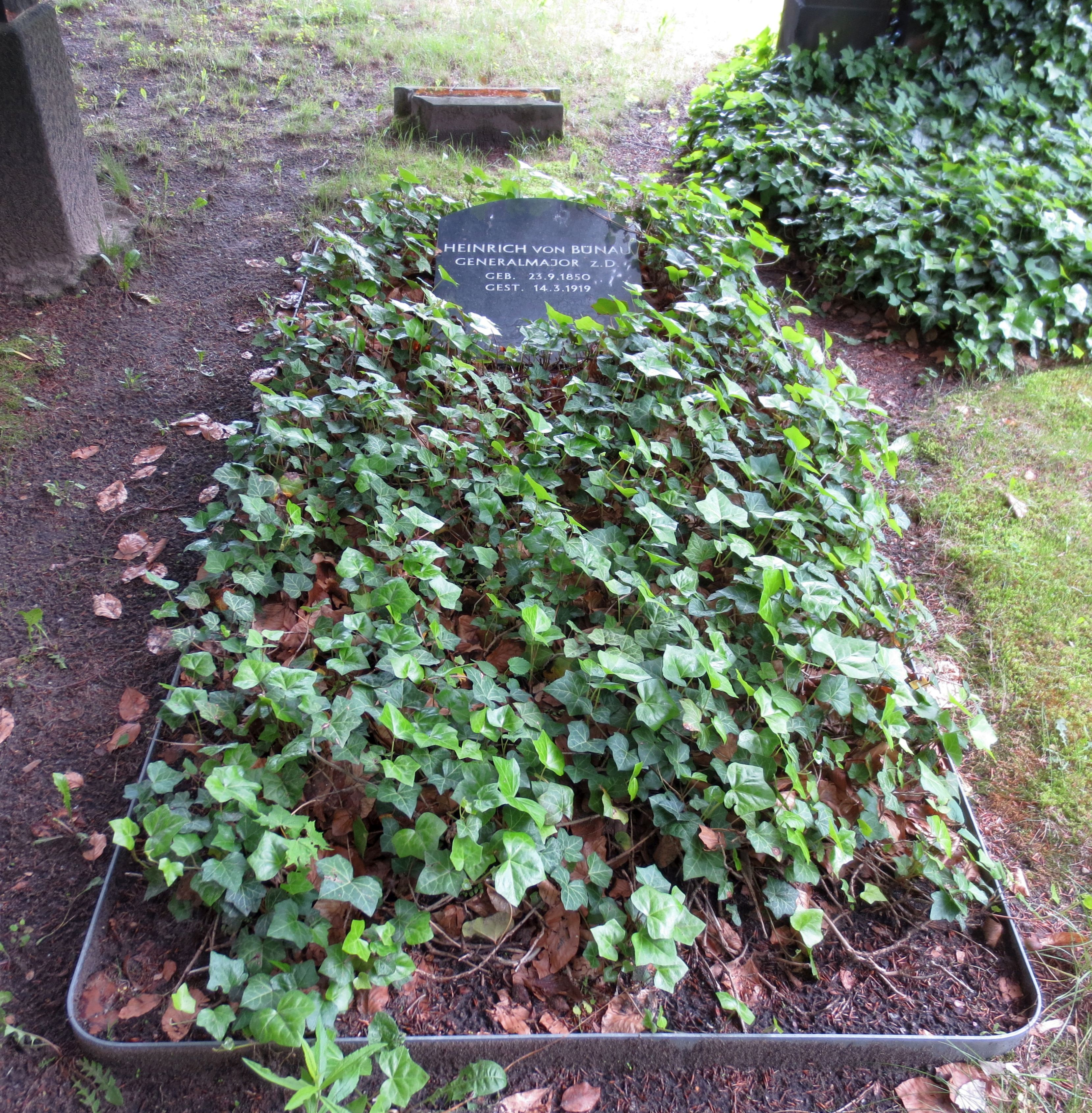
Grabmal auf dem Invalidenfriedhof

Heinrich von Bünau (* 23. September 1850 in Weißensee (Thüringen); † 14. März 1919 in Charlottenburg) war ein preußischer Generalmajor.

## Leben
Heinrich von Bünau entstammte dem Uradelsgeschlecht von Bünau. Er war das dritte von vier Kindern des gleichnamigen Rechtsanwalts Heinrich von Bünau (1804–1867) und dessen Ehefrau Klara, geborene Freiin von Feilitzsch (* 1819).
Nach der Schulausbildung schlug Bünau eine Militärlaufbahn in der Preußischen Armee ein. In deren Verlauf war beim Stab des 7. Badischen Infanterie-Regiments Nr. 142 tätig. Unter Beförderung zum Oberst erfolgte am 22. März 1903 seine Ernennung zum Kommandeur des Infanterie-Regiments „Graf Tauentzien von Wittenberg“ (3. Brandenburgisches) Nr. 20 und anschließend wurde er am 15. September 1905 als Kommandant nach Glatz versetzt. In dieser Eigenschaft erhielt Bünau am 14. April 1907 den Charakter als Generalmajor. Am 1. April 1910 wurde er in Genehmigung seines Abschiedsgesuches mit der gesetzlichen Pension zur Disposition gestellt. Nach seiner Verabschiedung ehrte ihn Wilhelm II. mit dem Roten Adlerorden II. Klasse mit Eichenlaub. Seinen Lebensabend verbrachte er in Charlottenburg. Bünau war Rechtsritter des Johanniterordens.
Er heiratete am 14. November 1883 in Ratzeburg Therese von Borries (* 1862). Aus der Ehe gingen sechs Kinder hervor.
Heinrich von Bünau wurde auf dem Invalidenfriedhof in Berlin beigesetzt (Grabfeld C). Das Grab ist erhalten.